# 斎藤歓之助
斎藤 歓之助（さいとう かんのすけ、1833年10月17日（天保4年9月5日） - 1898年（明治31年）1月3日）は、幕末から明治の神道無念流の剣術家。諱は歓道。練兵館主・斎藤弥九郎の三男。「鬼歓」という異名で呼ばれた。兄に斎藤新太郎がいる。

## 経歴

### 生い立ち
神道無念流の剣客・斎藤弥九郎の三男として江戸に生まれ、父より剣術を学ぶ。
1847年（弘化4年）2月8日から3月28日にかけて江川英龍の屋敷で行われた、鏡新明智流の士学館・北辰一刀流の玄武館・直心影流の男谷道場などの江戸の10道場が参加した他流試合に兄・斎藤新太郎や練兵館門人17名とともに参加する。
1849年（嘉永2年）、廻国修行中の兄・新太郎が、長州藩で剣術の稽古を見て、「黄金の鳥籠に雀を飼っているようなものだ」と発言した。これに怒った長州藩の藩士たちが練兵館に試合を挑みに来た。新太郎は廻国修行中で不在であったため歓之助が相手になり、得意の突きで藩士たちを倒した。中には数日間食べ物を飲み込めなくなった者もいたという。
同1849年（嘉永2年）5月に大村藩を訪れた新太郎が大村藩士と試合をしたが、大村藩士の実力は新太郎に及ばなかった。これに驚いた大村藩は、藩の剣術を改革するため江戸の玄武館、士学館、練兵館にそれぞれ少数の藩士を入門させた。この時、練兵館に入門した荘勇雄は後に練兵館塾頭となった。
荘勇雄が、藩主・大村純熈や実父で家老の江頭官太夫に「神道無念流が実用に適する」と説いたことにより、1851年（嘉永4年）、歓之助は大村藩に100石で江戸詰の馬廻として召し抱えられた。2万7千石の大村藩では上級藩士の子弟出身の馬廻は40～60石程度、家老ですら200～400石程度であり、100石は大村藩としては破格の待遇であった。

### 大村藩に仕官後
1852年（嘉永5年）1月、不在の新太郎の代わりに歓之助が長州藩で剣術指導をした。このことから歓之助が新太郎の代稽古が務まる人物とみなされていたということになる。
1853年（嘉永6年）2月21日には、大村藩主・大村純熈の御前で新太郎、歓之助と練兵館門人数十人が試合を行い、藩主・純熈が神道無念流を実見した。
1854年（嘉永7年）5月、歓之助は荘勇雄とともに江戸から肥前国大村（現 長崎県大村市）へ移った。大村に到着した歓之助に藩主・純熈は屋敷と剣術道場「微神堂」を与えた。この時点ではまだ藩校での神道無念流の指導はされず、神道無念流は歓之助が自邸の微神堂で教えるという形式がとられていた。ただし藩から神道無念流の稽古を推奨する通達は出ていた。
同年6月、大村藩は歓之助を剣術師範役に任命し、同月末には一刀流・新陰流を学ぶ者がほとんどいなくなったという申し出があったということで一刀流・新陰流の稽古が停止された。このことから、藩校での正式な教授が無い状況でも、藩の推奨もあり、ほとんどの藩士が神道無念流に転じたことがわかる。ただし、一刀流師範役・宮村佐久馬は、免許皆伝を受けた師恩があるので一刀流を守って藩主への奉公を続けたいとの旨を藩主に願い出たため、特別に一刀流の稽古を続けることを許された。宮村の子・柴江運八郎も父に従って一刀流の稽古を続けていたが、後に神道無念流稽古を命じられた。
同年7月、神道無念流取立に荘勇雄が任命された。「取立」とは藩校での剣術師範最高職にあたる役職であり、これによって藩校での剣術は神道無念流となったことを示すものであった。また次席の神道無念流取立助に任命された長井兵庫は、大村藩に神道無念流が採用されるきっかけとなった1849年（嘉永2年）5月の斎藤新太郎との試合をした藩士の一人である。柴江運八郎もこの時に藩校での神道無念流稽古を命じられた。
大村藩では藩主を護衛する「馬副」という部隊が設けられていたが、1855年（安政2年）7月17日、新たに「二十騎馬副」を設け、その頭取に歓之助、荘勇雄、𡈽橋晋助、澤井善三郎の4名が任命された。この「二十騎馬副」には武術とくに神道無念流に精通した者が選ばれた。
同日、一刀流と新陰流の師範役が解任され、同年8月、歓之助は150石に加増された。
廻国修行中の佐賀藩士・牟田高惇（鉄人流）が同年8月30日から9月3日まで大村に滞在し、歓之助や荘勇雄、長井兵庫らと稽古した。牟田の日記『諸国廻歴日録』には、大村城下では神道無念流の稽古道具ばかりが見られたと記されている。
歓之助が指導した大村藩士の中から渡辺昇、柴江運八郎らを輩出した。渡辺は江戸の練兵館でも修行した。
1856年（安政3年）、藩医・長與中庵の娘（長與專齋の姉）と結婚する。
1857年（安政4年）に中風で身体が不自由になったが、剣の指南は続けた。
1863年（文久3年）に荘勇雄が用人に昇格したことで長井兵庫が神道無念流取立になったが、1864年（元治元年）11月、藩は長井兵庫を解任し、渡辺昇を取立に任命した。これ以降、長井と渡辺は対立するようになる。
1867年（慶応3年）、家老・針尾九左衛門襲撃と松林廉之助の暗殺に端を発した大村騒動で、渡辺は粛清によって強引に藩論を尊王にまとめ上げる。大村騒動で、長井兵庫は暗殺の指揮をしたとされ獄死（毒殺説もあり）。荘勇雄は江戸にいたので斎藤新太郎に匿われたが、渡辺らは歓之助を人質にして斎藤弥九郎を脅し、荘を捕らえることに協力させた。潜伏先に踏み込まれた荘は自害した。大村藩の神道無念流という面で結果だけを見れば、渡辺昇・柴江運八郎らが、神道無念流の先輩にあたる荘勇雄・長井兵庫を、師匠である斎藤家も巻き込んで、政治的に排除した形になる。
廃藩後、東京に戻る。1898年（明治31年）没した。

## ゆかりの地
- 斎藤歓之助の碑 （大村公園（玖島城跡）　大手口門）

この碑は、柴江運八郎の門弟が、氏の功績を顕彰して建立したものです。道場は上小路下りの屋敷内にあり「微神堂」と称し、歓之介の門弟は千人以上に達し、この道場で学んだものが戊辰の役で多く活躍したと言われています。「微神堂」は、道場に掲げられた扁額が弟子によって受け継がれ、現在の杭出津の微神堂へとつながっています